# 黑色五月暴动
黑色五月暴动，在印度尼西亚也称为1998年悲剧（Tragedi 1998）或简称为1998年事件（Peristiwa 1998），是1998年5月間发生於印度尼西亚的大规模暴力、反政府示威和内乱，主要发生在棉蘭、雅加達、梭羅等城市。
此次骚乱由政治腐敗、食品短缺和大规模失业等经济问题引发，最终导致苏哈托总统辞职和执政32年的新秩序政府垮台。暴力事件的很大一部分對象是印尼华裔，不過，黑色五月暴動也有非華裔印尼人被殺戮。。
印尼總統佐科威於2023年正式承認1998年暴動嚴重侵犯人權，並對此表示「遺憾」。

## 背景

### 以種族包裝的階級仇恨
针对華裔印尼人的歧视性做法和排他性叙事始於苏哈托新秩序时期之前。荷兰殖民统治者以典型的分而治之的殖民政策，將印尼華人划分在印尼社会的社会金字塔中间——低于欧洲人，高于所谓的“土著”。
在印尼，人們習慣將「男性華人面孔」和錢聯想在一起。尤其在東南亞，許多被關注的男性華裔商人慣性地將他們的成功歸功於「中華文化」，集體創造了「華人很會做生意」的迷思。
蘇哈托新秩序政權非常善於利用成功男性華商的刻板印象，作為政府控制社會經濟和政治的工具。新秩序政權採取機會主義策略，在文化上採取強制同化政策，在公共領域禁止漢字、華文學校、農曆新年等文化表達；在政治上，將華裔印尼人排拒於公部門和政治之外。於此同時，蘇哈托卻與他的華商夥伴密切合作發展經濟。在新秩序時期，有權勢的軍官和華商之間的主雇關係複製到社會各層面，造成濫權、裙帶關係、尋租，也造成華裔印尼人的制度性弱點。新秩序政權利用種族主義建構的政經關係非常成功。一小部分華裔商人（遠小於3％）取得巨大財富，但華裔印尼人作為一個複雜的群體卻陷入體制性的弱勢。成功的華商樂於「配合演出」，導致充斥着種族主義色彩的刻板印象不斷在印尼擴散。
1996年以來，印尼經濟加速發展，導致貧富差距越來越惡化、裙帶資本主義、蘇哈托逐漸失去控制力以及權貴之間的鬥爭，牽動了以不同形式呈現的「排華」情緒。尤其1997年中爆發亞洲金融危機，通貨膨脹、食物短缺和失業率飆升，更導致上述問題惡化。當印尼的經濟問題加劇惡化時，軍方和政府官員透過影射，暗指甚至公然指控印尼食物短缺、商人囤積物資、資本外逃和金融危機的原因是「華人控制經濟」。
印尼和國際媒體大量報導在印尼發生的暴力事件和大規模逃亡，以「排華」的框架詮釋這些事件的本質。但在黑色五月暴動中，大量非華裔印尼死者超出了一般流行的「排華」詮釋框架。人們在理解1998年5月發生的事時，傾向忽略其中的階級因素，以雅加達的角度將五月暴力理解成基於種族的暴力，使大眾忽視甚至減少對雅加達貧困階級的同情。
賀嚴多（Ariel Heryanto）認為「1998年5月的暴動是多種本質不同但互相影響的暴力形式（出於經濟動機、政治動機、即興參與、種族仇恨等等）。」

### 軍隊與黑幫

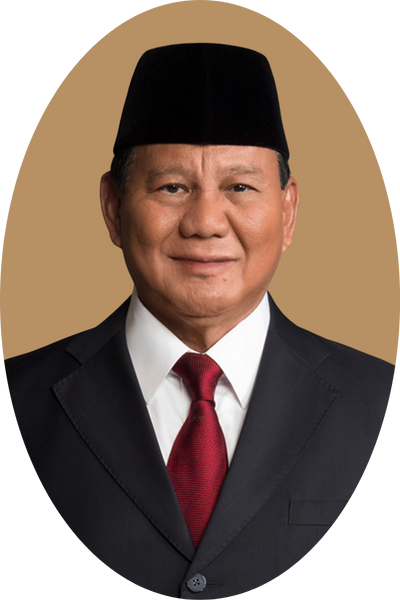
据调查小组透露，普拉博沃·苏比安托中将是军方介入雅加达骚乱事件的关键人物。

非政府組織「人性志工團」（Volunteers for Humanity）指出印尼的流氓團體（Preman）──涉及了這些暴力事件，而「印尼黑幫」往往與軍隊有聯繫。許多暴亂發生時，維安部隊和警察很詭異地選擇袖手旁觀，也不回應人們的呼救。
雅加達新聞雜誌Tajuk在1998年刊出報導，稱當時的印尼陸軍戰略後備部總司令普拉博沃·蘇比安托中將（Prabowo Subianto）和他親近的盟友，也是雅加達區域指揮官的夏弗里．山蘇丁少將（Sjafrie Sjamsoeddin）為幕後主謀。Tajuk的報導指出他們煽動暴力，企圖製造混亂，好在關鍵時刻「挺身而出平定暴動」，藉此躋身更高的位置。
目前主流媒体都认为，这次暴动是有组织且有预谋的暴乱活动，印尼军方也参与其中。当时苏哈托为转移金融危机压力，缓和印尼国内的民怨，透过军方情报部门策划煽动此事件。

## 暴亂過程

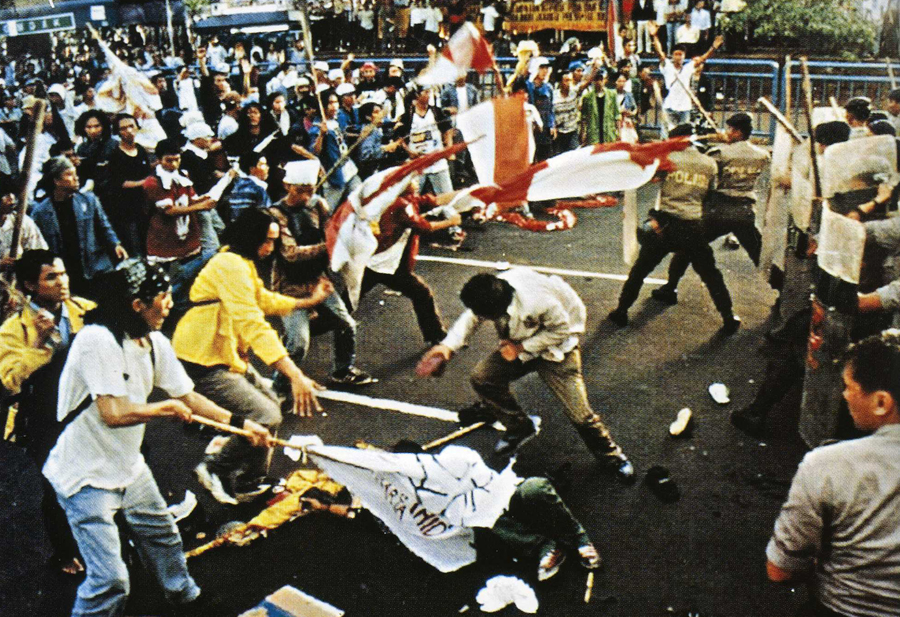
特利刹蒂大學的學生與警察部隊發生衝突

1998年5月12日發生特利刹蒂慘案。在雅加達的特利刹蒂大學，4名學生無預警遭到狙擊手擊斃。當時大學校園已經聚集了數千名學生。他們要求蘇哈托下台，呼籲進行政治經濟改革。這4名學生是這場運動的參與者。學生的死激起了大眾的憤怒，也引發一連串搶劫縱火事件。
在1998年5月13日暴亂的消息瀰漫在整個雅加達。此時蘇哈托總統正在埃及出席一個會議，軍方要員則到達東爪哇的瑪琅市參加一個典禮。在5月14日，一場嚴重的暴亂發生在雅加達地區，而此時沒有任何軍隊在街道上。
印尼華人是這場血腥暴亂的主要目標，而印尼軍方無視暴民們對華人的搶劫和對華人婦女的強姦（根據桑迪亞萬神父所言）。最後，超過1,000人死於這場暴亂中，大部分華人被燒死在商業區和超級市場，也有一部分被當場打死或遭到槍殺。一位政府官員稱總計毀損了2479間商業建築，1026間民房，1604間商店，384間私人辦公室，65間銀行，45間工廠，40間大型購物中心，13間市場和12間别墅。不過一般相信，印尼各地可能有更多華人所在的建築物被破壞。
雅加達人权与妇女研究组织经整理后的报告显示，5月发生的骚乱中，印尼各地总共发生5000多起暴徒强奸或轮奸华裔妇女的惨案，其中以雅加达每天发生的100多起最为严重。有目击者称，暴徒穿着军靴被军用卡车运送到华人区，他们高呼“宰了中国人，烧死他们，这些中国狗”，然后开始抢劫商店和市场，随后，他们开始把妇女集中起来进行集体轮奸，印尼警察到场之后，并没有阻止暴徒的行动。
即便暴乱基本平息后，针对華裔的暴行仍然时有发生，就讀於大學二年級的19歲的華裔孤女愛玲，7月初被三名印尼暴徒強闖入屋內，企圖以掛窗簾的鋁枝插入其陰道內，幸而她極力抗敵，暴徒的暴行未能得逞，但最終其腰背及胃仍被鋁枝刺傷，尿道亦被弄穿，需重新接駁，復原遙遙無期。7月下旬，印尼华人尤其是女性仍然收到恐吓信，信中称“祝福”华人“余下的时日”，用旗杆插入“支那女人”的下体，以免“弄脏了”印尼男性的阴茎。7月24日，一名华裔女大学生從學校乘巴士回家途中，遭遇三名開吉普的暴徒強行拖落車下，在眾目睽睽下遭強暴。
相較媒體和學界對成功男性華裔商人豐富且頻繁的描述，1998年5月被強暴的華裔女性受害者有的則是縈繞不去的沈默。

### 棉蘭
棉蘭的暴力事件在1998年5月4日爆發，比雅加達提早大約一週半，且持續了更久──連續5天維安部隊沒有介入。棉蘭的暴力事件和隨後在雅加達和印尼其他地方發生的暴力有著相似的模式，因此印尼政府的調查小組稱棉蘭暴動的模式為「樣板」。
棉蘭的華裔印尼人較多（佔當地人口12%），是當地的第三大族群。棉蘭華人也常常被認為「比較不融入」。學者帕爾迪（Jemma Purdey)認為棉蘭凸顯了華裔印尼人「用錢交換保護」的困境。棉蘭華人常常遭到政府官員、當地軍方、如「潘查希拉青年团」（Pemuda Pancasila）之類「青年團體」以及幫派成員，以提供「安全」或「保護」的名義索取錢財。

### 梭羅
中爪哇的梭羅的暴力事件和雅加達幾乎同時爆發，破壞力十分嚴重。學者帕爾迪（Jemma Purdey)發現梭羅當地人清楚地意識到印尼和全球媒體將雅加達暴動描繪成「排華」暴動。所以許多在梭羅的團體和梭羅人，包括當地的華人，設法將當地的暴力事件塑造成「非排華」事件。然而，他們對暴力事件的解釋卻隱藏了種族主義色彩。譬如，暴民洗劫商店的主要動機是「經濟因素而非仇恨華裔印尼人」的講法，迴避了梭羅人都知道的事實，那就是梭羅80%的商店經營者都是華裔印尼人。學者帕爾迪（Jemma Purdey)認為梭羅這種拒絕承認「排華暴力」的狀況，讓深植印尼體制化的種族問題無法浮上檯面。

## 罪行
实况调查小组收集的有关首都暴力事件人员伤亡的数据相互矛盾。TRUK报告称，雅加達的火灾造成1,109人死亡，27人被枪杀，91人受伤，另有31人失踪。警方报告称死亡人数为463人，受伤人数为69人，而市政府只报告死亡人数为 288人，受伤人数为101人 。
非政府組織「人性志工團」（Volunteers for Humanity）發布的報告統計，印尼全國共發生168起強暴案件，受害者大多數為華人，年齡從10歲到50歲不等。大多數案件（132件）在大雅加達地區發生。除此之外，超過4,000家商店和賣場遭到摧毀，數千戶民宅和車輛遭到縱火。該報告也記載印尼的死亡人數總計為2,244人，并称大多數的死者並非華人多為都市中的貧困窮人——他們被誘使前往洗劫商場，但被關在被縱火前商場內。

## 國際反應

### 外界的救助与声援
随着印尼华人遭袭的消息传到国际华人圈，这场骚乱被贴上了“反华”的标签。7月20日，美国南加利福尼亚州的华人华侨建立了“救援印尼人权委员会”，开始寻找印尼迫害华人的证据。美国纽约市和华盛顿特区华人团体发起万人签名和示威抗议运动，谴责印尼当局迫害华侨的行动，声援受难华人，其中著名的组织有“纽约华人抗议印尼虐华事件联合会”。香港，40多名妇女团体代表及80多名印尼华侨游行到印尼驻港总领事馆示威并且向事馆递交抗议声明。在英国、新西蘭、加拿大、澳大利亞、秘鲁、泰国、菲律賓、新加坡、馬來西亞、台灣等地的华人团体都举行了抗议活动。加拿大特使會見了強姦受害者，并对时任印尼总統表达了不满。

### 中华人民共和国
中國外交部長唐家璇于1998年4月访问印尼，承諾向印尼提供4億美元克服金融危機，使兩國關係空前友好，並表示愈发严重的社会动荡，以及以當地華人爲目標的种族暴力问题屬於印尼内政，中國不會干涉。時任中國社會科學院東南亞研究所主任張蘊嶺表示在五月暴動爆發之前，北京當局只是單純期望暴亂不會發生。中華人民共和國政府認為印尼黑色五月暴動是他國內政，因受波及的多為華裔印尼公民，不承认双重国籍的中国政府基于和平共处五项原则採取不干涉政策。
從1998年5月13日起，大規模暴亂開始發生。騷亂期間，中国外交部成立24小时值班应急小组，制订护侨撤侨方案。5月21日，中國外交部發言人朱邦造在回答記者提問時表示，中國政府一直密切注意印尼局勢的發展，對滯留於當地包括港澳台公民在內的中國僑民境遇十分關注。
暴動發生數個月後，中國官媒《人民日報》於8月15日報導，中國驻印尼大使馆在騷亂期間曾逐个拨打电话确认300多名登记在册中國公民的安危，并开车进入骚乱地区将受困者转移至安全地带，同时要求航空公司多开三个航班，撤走200余人。該文也聲稱，騷亂發生後，中國駐印尼大使館代表中國政府向印尼華人社團做了大量解釋和安撫工作，大使還赴外島華人集中的城鎮慰問，傾聽華人的申訴和求助，並向他們傳達中國政府和人民對騷亂事件和華人不幸遭遇的同情和關心。
不過，當年有暴亂親歷者投書指出，暴亂期間至少有三名印尼華人曾向中國大使館求助，但使館人員詢問得知他們是「WNI」（Warga Negara Indonesia，印尼公民）後便拒絕提供幫助。印尼學者廖建裕、中國學者查道炯、新西蘭學者杜建華、新加坡學者徐本欽等皆指出，暴亂期間中國政府無意爲受害的印尼華人提供救援和保護。在5月排華暴動之前，許多印尼以外的華人就批評中國政府應該保護印尼華人，然而北京拒絕進行干預，因為當時北京和雅加達的關係已經相當融洽，北京不想破壞這種關係。有中国駐美外交官私下表示，中国政府不可能向印尼提出抗议或派遣船只，因为在印尼的大部分華人都是印尼公民，因此没有充分理由这样做。5月排華暴亂的严重时期，北京的态度也没有改变。中國政府確實有對在印尼工作和旅行的中國公民採取撤僑措施，並為尋求幫助的台灣和澳門旅行證件持有者提供領事保護，但與之有別的是，中國政府並不願意介入印尼華人的命運。在公開和正式場合，雅加達的事務都不是北京的關注點。北京政府將華人稱為「印尼家庭的一份子」，並沒有義務保護他們。臨近六四天安門事件週年日或許是北京政府保持低调的原因之一，因爲他們擔心中國學生的民族主義情緒會被激起，給中共中央總書記江澤民為首的中共領導層帶來壓力，特别是5月排華暴行或許會重新喚醒人民對六四屠殺的回憶。
印尼5月暴亂期間，中國大多數的報紙和電視台都沒有進行相關報道。北京政府反應遲緩，只在國家控制的媒體上簡單提及，不作為外交政策事務來處理。試圖抗議的人則被噤聲，任何相關新聞報導也都被迅速壓制。且直至6月上旬強暴案件被揭露后，雖然事件受到國際社會和各國媒體關注，但中國大陸傳媒的反應依舊滯後。马来西亚《星洲日报》社长张晓卿也于7月5日发表社論，不点名批评中国以不干涉内政为由而拒绝援助印尼华人的态度。
據《国际新闻社》報道，中國直到暴亂發生2個月后才在外界輿論下打破沉默，改變原先「不干涉內政」的政策。7月6日，首次有中華人民共和國官員對印尼5月暴亂表態，即是新任中國駐印尼大使陳士球在東加里曼丹考察棕油投資期間接受印尼媒體採訪時所作。他表示中國政府關注暴亂，要印尼政府徹查此事，並希望暴亂不會重演，但同時也表示保護印尼華人屬於印尼政府責任。北京官方沒有提出抗議。
7月28日，中國官方媒體《人民日報》首次刊登印尼排華暴亂的新聞，中國外交部發言人唐国强在回答記者提問時表示，中國政府對印尼华人妇女在5月骚乱中遭强暴表示强烈关注和不安，已多次通过外交途径希望印尼政府彻底查处有关事件，并采取有效措施，避免类似不幸事件的发生。8月3日，《人民日報》發表評論，呼籲保護印尼華人的安全和合法權益，嚴懲不法之徒。中國外交部长唐家璇在8月東協外長會議期間，要求印尼政府重視此事，盡速查處，確保華僑的安全和合法權益。与此同时，在8月17日，有約200名北京的大学生组织遊行抗议行動，但被校方和警方勸阻制止。
另一方面，從8月份起中國雖然有要求印尼政府徹查暴亂，但同時也對印尼保持了緊密的雙邊經濟聯繫。根据印尼官方《安達拉新闻社》报道，在8月6日，中國政府同意向印尼出售5萬噸大米。8月15日，中國如約爲印尼提供300萬美元的醫藥援助，同時繼續向印尼提供4月時承諾的2億美元經濟貸款。11月26日，根據印尼《雅加達邮報》報道，中國經貿代表團如期訪問雅加達，以探討中國在印尼的投資項目。
而在11月17日，中共中央總書記兼中國國家主席江澤民在马来西亚吉隆坡出席亞太經合組織第六次領導人非正式會議時，於香格里拉酒店會見了印尼總統哈比比。期間，江澤民表示印尼是中國的友好近鄰，進一步發展兩國關係是中國政府的既定政策，對哈比比積極推動中國和印尼關係發展表示讚賞，同時對印尼華人的處境表達關注，表示华人的人身安全和合法權益理應受到印尼政府的有效保護；而哈比比也感謝中國向印尼提供的珍貴援助，并表示5月發生的暴乱是犯罪行为，印尼政府将依法处理。江澤民也表示中國絕不會嘗試利用印尼華人來謀取當地的政治和經濟利益。之后，印尼5月暴动的新闻不复见于中国媒体上。

#### 中文谣言
約從2010年開始，中國互聯網上開始大量出現關於1998年印尼排華事件的謠言。其主要內容多為宣稱當時的中華人民共和國政府，以派船、分發空白護照，或挨家挨戶造訪等方式，對印尼華人進行強力撤僑和營救，只是印尼華人心向臺灣的中華民國政府而拒絕援救，反而向印尼當局告發中國領事官員的行為，結果導致他們慘遭屠殺。其中的例子包括中國著名網評員周小平發佈於《黨建網》的文章。然而，依據時任中國駐印尼大使館參贊劉永固的回憶文章，中國政府在1998年排華時期，並未如謠言所說那般派船接人而不被領情，而是僅協調了三架包機，共撤離600人，其中香港人300人，印尼本地華人100人。當時中國政府也僅簽發了40份旅行證和陳述書，可代替護照起到證明文件的作用，但主要受益者爲港台人士；而對成功自行抵達中國的印尼華人，則提供落地簽、學習簽萬餘份，從未有在地上扔空白護照而無人撿的故事；並且當時中國使館人力有限，僅有的一些機動力量也用於救助約百名港台人士，並沒有中國派出官員挨家挨戶動員華人撤離的事迹。有觀點推測這些是爲了掩飾中國政府在排華事件發生時的尷尬地位和冷漠反應，於是便捏造了「海外華人自絕於中華」的各種謠言。

### 香港
抗議群眾用「黑漆」塗抹位於銅鑼灣禮頓道的「印尼總領事館」大門洩憤。民主黨李柱銘7月寫給繼任的總統哈比比的信中，將暴動比為納粹黨的猶太人大屠殺。:165

### 中華民國
中華民國外交部發言人烏元彥曾在5月14日表示，目前尚無華商和旅客傷亡消息，還不到實施撤僑時刻。中華民國駐印尼代表陸寶蓀也指出，過去數天發生的動亂沒有特別針對台商或華裔印尼人，目前僅有五、六家台商被波及，沒有人員受傷，因此並不打算撤僑。行政院長蕭萬長則指示外交部和僑委會儘速舉行保僑、護僑的應變會議，務必做到維護當地僑胞與台商的生命財產安全。
5月16日，政府緊急指派專機飛往印尼疏散受難者，並且安排5架C-130運輸機於國內待命，以及派遣艦隊至峇里島海域隨時進行撤僑。爲疏運在雅加達機場的數千名台商和僑民，長榮加開的第一班專機在台北時間5月15日上午9時20分起飛，機上載有238名旅客返回。第二班華航專機則在10時許起飛。隨後華航在下午4時30分又開出第二班雅加達加班機，凌晨2時50分再開出第三班加班機。長榮在凌晨1點鐘也加開一班泗水加班機。期間有歸僑台商不滿航空公司哄抬票價，以及政府的撤僑行动效率低下。
5月17日，外交部長胡志強表示印尼政府向台表達希望勿撤資撤僑。 至7月29日，中華民國政府公開召見印尼駐台代表提出「最嚴正的抗議」，並向受害者提供援助。政府也威脅要撤回在印尼約130億美元的投資，以及禁止約1萬5千名印尼勞工入境。:1668月3日，上百人向印尼駐台北經濟貿易代表處拋擲雞蛋抗議印尼華人女性被強暴。8月8日，印尼投資部長韓扎哈茲飛往台灣提倡投資印尼時，也因此為此事件道歉。

### 新加坡
新加坡航空公司5月15日改用大型客機以滿足從雅加達飛新加坡的需求，新加坡政府5月16日派人到雅加達機場協助新加坡人撤離，到5月19日已有2900名新加坡人順利撤離。

### 美国
1998年5月15日，美国联邦政府敦促在印尼美国公民立即离开该国，理由是该国发生了30多年来最严重的政治暴力事件，同时美国与欧洲国家推迟了一项针对印尼价值为14亿美元的紧急援助付款，取消了该国高级军事代表团计划前往印度尼西亚的任务，并撤离了使馆非必要雇员。美国政府于《1998年印度尼西亚国家人权报告》中指责苏哈托政府“严重侵犯人权”。聯邦政府批准七千名華人的避難請求，並接受了這批華人居留。《紐約時報》率先大量報導了排華暴行，使得此事在全球各地廣為傳播。同年7月開始，華裔美國人於全美各地展開抗議行動。8月7日和8日達到顛峰，全美13座大城同步舉行譴責印尼暴民罪行的示威抗議行動，近兩萬名華人群集全美各地印尼使領館前，要求立即停止排华暴行和严惩凶犯等。8月8日上午，在华盛顿特區的印度尼西亞駐美國大使館前，愤怒的口号声此起彼伏，近千名華裔聚集抗議，並向駐印尼的美國官員遞交抗議信函。

### 泰國和马来西亚
同年7月後，泰國首都曼谷和马来西亚首都吉隆坡的民众上街示威游行，抗议印尼反华暴行。

### 荷蘭
由於局勢轉差，荷蘭皇家空軍派出KDC-10空中加油機撤走當地僑民（尤其是仍保有荷籍的華人）。

## 后续事件
- 1998年7月23日，由政府部门、武装部队、非政府机构、妇女组织和一些律师联合组成的专门调查委员会成立。专门调查委员会主席马祖基-达鲁斯曼声称他们将查清雅加达等地发生骚乱的真相，并查出事件的责任人。[89]
- 1998年11月，事件调查报告公布。当时的哈比比政府在同年12月承认有76起强奸案发生，但否认有人在策划。[90]
- 2005年11月，声称将于13日重演1998年5月排华暴动的手机短信在印尼雅加达广为流传，但未真正发生。[91]
- 2007年5月10日，印尼人权人士沈爱玲等撰写的《5月暴乱真相、证据与剖析》出版，该书披露了大量当年事件的一手调查资料，以小时为单位来重现暴乱的实时过程。[92]
- 2007年5月，印度尼西亚最高检察官亨达尔曼·苏班齐日前表示，为了更加有效地处理1998年5月发生在印尼的排华事件，揭发更多的真相，最好的方法是以「普通侵犯人权案」处理，而非「严重侵犯人权案」进行处理。[93]
- 2007年12月6日，印尼加里曼丹省首府坤甸市发生由一起交通事故引发的排华骚乱事件。[94]
- 2010年1月，印度尼西亚总统苏西诺将涉嫌策划“98排华骚乱”的官员夏弗里·三苏汀由国防部秘书长提拔为国防部副部长，引发争议。[95]
- 2023年1月，印尼總統佐科·維多多罕見對該國過去犯下的大規模侵犯人權行為表示遺憾，黑色五月暴动為他列舉的事件之一[96]。

## 外部連結
- 新聞檔案：印尼1998年「513」排華紀實
- 印尼將以普通侵權案處理1998排華事件（页面存档备份，存于）
- “排华”骚乱已过10年 真相在印尼仍受质疑（页面存档备份，存于）
- 《中國時報》印尼暴動特別報導